# 維特 (薩卡帕省)
維特（西班牙語：Huité），是危地馬拉的城鎮，位於該國東部，由薩卡帕省負責管轄，面積517平方公里，海拔高度293米，2002年人口8,835，該鎮人口密度每平方公里17.09人。
14°56′N 89°43′W / 14.933°N 89.717°W